# Hemipoophilus antaeus
Hemipoophilus antaeus är en insektsart som beskrevs av Jacobi 1912. Hemipoophilus antaeus ingår i släktet Hemipoophilus och familjen spottstritar. Inga underarter finns listade i Catalogue of Life.